# Spilosoma hartigi
Spilosoma hartigi là một loài bướm đêm thuộc phân họ Arctiinae, họ Erebidae.